# Тахуа (департамент)

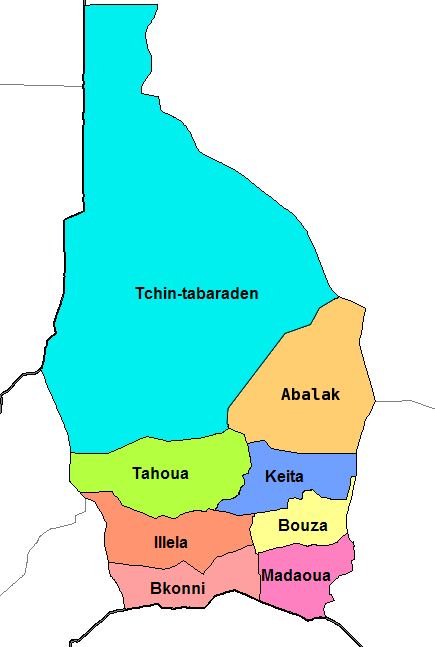
Департаменты региона Тахуа

Тахуа (фр. Département Tahoua) — департамент региона Тахуа в Нигере. В 2004 году население департамента составляло 186 992 человек. Столицей департамента является город Тахуа.
Департамент Тахуа граничит с четырьмя из 8 департаментов региона Тахуа.